# GRAU

Emblema do GRAU.

GRAU é a sigla ocidental para Diretoria de Artilharia e Mísseis do Ministério da Defesa russo, (em russo:  Главное ракетно-артиллерийское управление МО РФ (ГРАУ), ou Glavnoye raketno-artilleriyskoye upravleniye MO RF (GRAU))), é um departamento do Ministério da Defesa da Rússia (ex União Soviética). Essa instituição existe desde 1862, quando foi fundada com o nome Главном артиллерийском управлении (ГАУ - GAU). O "R" de foguetes (rockets), foi adicionado em 1960. Um dos objetivos dessa instituição, é atribuir códigos (ou índices) aos armamentos da Rússia.